# Palacios de Jamuz
Palacios de Jamuz es una localidad española del municipio de Quintana y Congosto, en la provincia de León, comunidad autónoma de Castilla y León. En 2024 tenía una población de 54 habitantes.
El pueblo se encuentra en el centro del municipio, a orillas del río Jamuz. Se accede a la localidad a través de la carretera local que conecta Quintanilla de Flórez con la capital Quintana y Congosto.
La iglesia está dedicada a Santiago Apóstol.

## Localidades limítrofes
Confina con las siguientes localidades:
- Al norte con Destriana.
- Al este con Quintana y Congosto.
- Al sur con Pobladura de Yuso y Pinilla de la Valdería.
- Al oeste con Quintanilla de Flórez.

## Historia
Así se describe a Palacios de Jamuz en el tomo XII del Diccionario geográfico-estadístico-histórico de España y sus posesiones de Ultramar, obra impulsada por Pascual Madoz a mediados del siglo XIX:

Lugar en la provincia de León (9 leguas), partido judicial de la Bañeza (2), diócesis de Astorga (3), audiencia territorial y capitanía general de Valladolid (20), ayuntamiento de Quintana y Congosto. Situado en una cuesta; su clima es algo frío; sus enfermedades más comunes fiebres pútridas, nerviosas y dolores de costado. Tiene 60 casas; iglesia parroquial (Santiago), servida por un cura de ingreso y presentación del conde de Miranda; y dos fuentes de muy buenas aguas. Confina con términos de Castrillo de los Nabos, Penilla, Pobladura de Yuso, Destriana, Quintana y Congosto. El terreno es de buena y mediana calidad, y le fertilizan las aguas de un arroyo que baja o nace en las faldas del Teleno. Hay algunos pinos silvestres, y prados naturales. Los caminos dirigen a los pueblos limítrofes, a Astorga y Portugal, y a los pueblos del Valle de Arriba y de Abajo; recibe la correspondencia en la Bañeza. Producciones: granos, lino, patatas, legumbres y pastos; cría ganados, caza mayor y menor, y pesca de truchas y anguilas. Industria y comercio: elaboración de lino, que extraen para la Bañeza, como también leña de urz y otros arbustos. Población: 50 vecinos, 200 almas. Contribución: con el ayuntamiento.
Diccionario geográfico-estadístico-histórico de España y sus posesiones de Ultramar

## Demografía
Evolución de la población
| Gráfica de evolución demográfica de Palacios de Jamuz entre 2000 y 2024 |
|                                                                         |
| Población según el INE                                                  |